# Robert John Wilson Douglas
Robert John Wilson Douglas, meist R. J. W. Douglas zitiert, (* 1920; † 1979) war ein kanadischer Geologe (Erdölgeologie, Sedimentologie, Stratigraphie, Tektonik).
Douglas studierte Geologie und Mineralogie an der Queen’s University (Kingston) und wurde an der Columbia University promoviert. Danach arbeitete er für den Geological Survey of Canada.
Er erforschte die Tektonik der kanadischen Rocky Mountains. Seine Untersuchung der Stratigraphie der Kalksteine des Mississippium im südlichen Alberta war für die Erdölsuche dort von Bedeutung.
Er war Fellow der Royal Society of Canada, 1965 erhielt er die Willet G. Miller Medal und erhielt 1976 die Logan Medal.
Ihm zu Ehren vergibt die Canadian Association of Petroleum Geologists seit 1980 die R. J. W. Douglas Medal.

## Schriften
- Herausgeber: Geology and economic minerals of Canada, Geological Survey of Canada 1970
- Herausgeber mit Raymond A. Price: Variations in tectonic styles in Canada, Toronto: Geological Association of Canada 1972